# 강신성
강신성(姜信成, 1957년 6월 9일 ~ )은 대한민국의 스포츠 행정가(대한봅슬레이스켈레톤경기연맹 회장)이자 민주당 전 대표, 더불어민주당 광명시 을 위원장이다.

## 학력
- 연세대학교 행정대학원 사회문화 석사 수료

## 경력
- 1997 제46대 한국청년회의소 중앙회장
- 2012.10 ~ 2013.01 제7대 대한봅슬레이스켈레톤경기연맹 회장
- 2013.01 ~ 2016.07 제8대 대한봅슬레이스켈레톤경기연맹 회장
- 2014 ~ 2016.01 민주당 당대표
- 2016.12 더불어민주당 다문화위원장
- 2017.09 ~ 제10대 대한봅슬레이스켈레톤경기연맹 회장
- 2017.10 ~ 더불어민주당 경기도당 광명시 을 지역위원장

## 역대 선거 결과
| 선거명      | 직책명             | 대수 | 정당   | 득표율 | 득표수    | 결과         | 당락 |
| ----------- | ------------------ | ---- | ------ | ------ | --------- | ------------ | ---- |
| 제20대 총선 | 국회의원(비례대표) | 20대 | 민주당 | 0.88%  | 209,872표 | 비례대표 1번 | 낙선 |

## 참고 자료
- 강신성 - 페이스북
- 강신성 - 인스타그램